# Do Your Duty
Do Your Duty (Brasil: Com a Boca na Botija ) é um filme de comédia mudo produzido nos Estados Unidos e lançado em 1928.